# Canon de 30,5 cm SK L/50
Le canon de 30,5 cm SK L/50 (30,5 cm Schnellfeuerkanone (canon à tir rapide), d'une longueur de fût égale à 50 fois le calibre) est un canon naval monté peu avant la Première Guerre mondiale sur 16 des 26 navires capitaux de la Kaiserliche Marine. Il fut aussi utilisé comme artillerie côtière. 

## Versions

### Navales
Ce canon est utilisé comme artillerie principale sur les classes Helgoland, Kaiser, König et Derfflinger.
| Type de tourelle             | Désignation    | Poids               | Élévation                                            | Portée                               | Utilisation                                   |
| ---------------------------- | -------------- | ------------------- | ---------------------------------------------------- | ------------------------------------ | --------------------------------------------- |
| Tourelle double              | Drh LC/1908    | De 534 à 549 tonnes | Avant 1915 : -8° à + 13.5° Après 1915 : -5.5° à +16° | à 13.5° : 16 200 m à 16°0 : 20 400 m | Classe Helgoland                              |
| Tourelle double              | Drh LC/1909    | De 534 à 549 tonnes | Avant 1915 : -8° à + 13.5° Après 1915 : -5.5° à +16° | à 13.5° : 16 200 m à 16°0 : 20 400 m | Classe Kaiser                                 |
| Tourelle double              | Drh LC/1911    | De 534 à 549 tonnes | Avant 1915 : -8° à + 13.5° Après 1915 : -5.5° à +16° | à 13.5° : 16 200 m à 16°0 : 20 400 m | Classe König                                  |
| Tourelle double              | Drh LC/1912    | De 534 à 549 tonnes | Avant 1915 : -8° à + 13.5° Après 1915 : -5.5° à +16° | à 13.5° : 16 200 m à 16°0 : 20 400 m | Classe Derfflinger                            |
| Tourelle double              | Drh LC/1913    | De 534 à 549 tonnes | Avant 1915 : -8° à + 13.5° Après 1915 : -5.5° à +16° | à 13.5° : 16 200 m à 16°0 : 20 400 m | SMS Hindenburg                                |
| Artillerie côtière sur socle | Kst Drh L.C/37 | 271,9 tonnes        | -5° à +50°                                           | à 45°0 : 32 000 m à 49.1° : 51 400 m | Batteries Kaiser Wilhelm II, Friedrich August |

Les croiseurs de bataille SMS Derfflinger et Lützow utilisèrent ces canons durant la bataille du Jutland pour couler leurs homologues britanniques HMS Queen Mary et Invincible.

### Défense côtière
Les batteries côtières Kustenbatterie auf Helgoland (2×4 canons)  et Von Schröder (3 canons), installées sur l'archipel d'Heligoland avant 1914.
La batterie Kaiser Wilhelm II (4 canons), installée près de Knocke en Belgique pendant la Première Guerre mondiale.
À cette époque les canons de 30.5cm sur affûts côtiers  ont une portée inférieure à 25 km. 
Durant la Seconde Guerre mondiale, ce type de canon sera de nouveau utilisé en artillerie côtière, avec des obus mieux profilés et une charge propulsive plus grande, augmentant leur portée maximale à 51 400 mètres pour une élévation de 49,1 degrés.
Six sont notamment installés dans la batterie Friedrich August près de Wangerooge. Trois d'entre eux seront ensuite déplacés près de Wimille.